# 拟糙叶黄耆
拟糙叶黄耆（学名：Astragalus pseudoscaberrimus）是豆科黄芪属的植物，为中国的特有植物。分布在中国大陆的宁夏、内蒙古、甘肃等地，生长于海拔1,500米的地区，见于戈壁滩上，目前尚未由人工引种栽培。

## 扩展阅读
- 維基物種上的相關：拟糙叶黄耆